# Gyöngyöspata, Heves
Gyöngyöspata  este un oraș în districtul Gyöngyös, județul Heves, Ungaria, având o populație de 2.674 de locuitori (2011). 

## Demografie
Componența etnică a satului Gyöngyöspata
     Maghiari (86,75%)
     Romi (11,7%)
     Alții (1,55%)
Componența confesională a satului Gyöngyöspata
     Romano-catolici (68,55%)
     Fără religie (5,39%)
     Reformați (2,54%)
     Necunoscută (22,85%)
     Alte religii (4,75%)
Conform recensământului din 2011, satul Gyöngyöspata avea 2.674 de locuitori. Din punct de vedere etnic, majoritatea locuitorilor (86,75%) erau maghiari, cu o minoritate de romi (11,7%).  Din punct de vedere confesional, majoritatea locuitorilor (68,55%) erau romano-catolici, existând și minorități de persoane fără religie (5,39%) și reformați (2,54%). Pentru 22,85% din locuitori nu este cunoscută apartenența confesională.